# Itel mobile

Первый логотип itel Mobile

itel Mobile — китайский производитель мобильных телефонов и смартфонов. Штаб-квартира расположена в Гонконге. Основана в марте 2014 года, дочерняя компания Transsion Holdings.

## Описание
itel Mobile сосредоточил свой бизнес на африканском и южноазиатском рынке. itel имеет собственные научно-исследовательские центры и заводы в КНР и Африке. Компания имеет партнерские отношения среди крупных международных компаний, таких как: Google, Microsoft, Qualcomm, Facebook, Sharp и Sony. 

## Рынок
По результатам третьего квартала 2016 года, itel стал брендом номер один в Африке, впервые обогнав Samsung. 
По результатам первого квартала 2018 года, itel показал лучшую динамику роста (213 % YoY Growth) и вошел в десятку крупнейших мировых поставщиков смартфонов, отгрузив 4.6 млн. штук смартфонов. По данным ресурса Counterpoint, вошел в пяти крупнейших мировых поставщиков feature-телефонов в первой четверти 2018 года, заняв третье место.
В четвертом квартале 2019 года, согласно исследованиям Counterpoint Research, Itel становится брендом №1 в категории смартфоны до 5000 рупий в офлайн сегменте.
По результатам второго квартала 2021 года, itel стал самым популярным брендом кнопочных мобильных телефонов в мире с долей 26% от мирового рынка поставок.
По результатам четвертого квартала 2021 itel вошла в десятку крупнейших производителей смартфонов.